# Мусса Кіабу
Мусса Кіабу (фр. Moussa Kyabou, нар. 18 квітня 1998, Бамако) — малійський футболіст, півзахисник молдовського клубу «Шериф» та національної збірної Малі. Виступав також за клуб «УСК Кіта». Триразовий чемпіон Молдови та триразовий володар Кубка Молдови.

## Клубна кар'єра
У професійному футболі дебютував 2016 року виступами за команду «УСК Кіта», в якій грав до кінця 2020 року.
З 2021 року Кіабу грає у складі молдовського клубу «Шериф». У складі тираспольської команди малійський футболіст став триразовим чемпіоном Молдови та триразовим володарем Кубка Молдови.

## Виступи за збірну
У 2019 році Мусса Кіабу дебютував у складі національної збірної Малі. У складі збірної футболіст грав до 2021 року, загалом провів у складі збірної 11 матчів, у яких забитими голами не відзначився.

## Титули і досягнення
- Чемпіон Молдови (3):

«Шериф»: 2020–2021, 2021–2022, 2022–2023
- Володар Кубка Молдови (3):

«Шериф»: 2021–2022, 2022–2023, 2024–2025